# إرفين ساك
إرفين ساك هو لاعب كرة قدم بولندي في مركز حراسة المرمى، ولد في 15 فبراير 1990 في لوبلين في بولندا. لعب مع كارديف سيتي ونادي ريكسهام ونيوبورت كونتي.